# Culicoides hylas
Culicoides hylas är en tvåvingeart som beskrevs av John William Scott Macfie 1940. Culicoides hylas ingår i släktet Culicoides och familjen svidknott. Inga underarter finns listade i Catalogue of Life.